# Amt Haseldorf

Lage des ehem. Amtes Haseldorf im Kreis Pinneberg

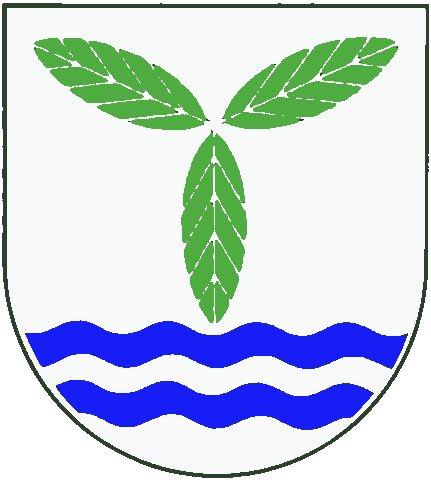
Wappen des ehem. Amtes Haseldorf

Das Amt Haseldorf war ein Amt im Westen des Kreises Pinneberg in Schleswig-Holstein. 
Das Amt umfasste eine Fläche von gut 60 km² und hatte 4100 Einwohner in den drei Gemeinden Haselau, Haseldorf und Hetlingen. Der Verwaltungssitz befand sich zunächst in der Gemeinde Haseldorf. Zum 1. Januar 2007 bildete das Amt eine Verwaltungsgemeinschaft mit der Stadt Uetersen, die die Verwaltungsgeschäfte des Amtes führte.
Zum 1. Januar 2017 löste sich das Amt auf und die Gemeinden traten dem Amt Moorrege bei, das sich daraufhin in Amt Geest und Marsch Südholstein umbenannte.

## Wappen
Blasonierung: „In Silber über zwei blauen Wellenbalken drei deichselförmig gestellte grüne Weidenblätter.“